# Nguyễn Thị Bích Tuyền
Nguyễn Thị Bích Tuyền (sinh ngày 22 tháng 5 năm 2000) là một vận động viên bóng chuyền người Việt Nam. Cô thi đấu cho đội tuyển bóng chuyền nữ quốc gia Việt Nam và câu lạc bộ LP Bank Ninh Bình.

## Tuổi thơ
Nguyễn Thị Bích Tuyền sinh năm 2000 tại xã Tân Hòa, thành phố Vĩnh Long, tỉnh Vĩnh Long. Năm 13 tuổi, cô đã cao 1,73 m và được giáo viên thể chất nhận xét là "một nữ sinh rất cao nhưng mảnh khảnh, gầy yếu". Các huấn luyện viên Trường Năng khiếu Thể dục thể thao tỉnh Vĩnh Long đã tìm gặp Bích Tuyền và đến tháng 1 năm 2014, gia đình Bích Tuyền đồng ý để cô chuyển tới ngôi trường này. Tại trường năng khiếu, Bích Tuyền được học nội trú và bắt đầu làm quen với môn bóng chuyền.

## Sự nghiệp

### 2016–2020: Thi đấu tại CLB Truyền hình Vĩnh Long
Chỉ 2 năm sau, huấn luyện viên Nguyễn Xuân Dung (Câu lạc bộ Truyền hình Vĩnh Long) đã chọn Nguyễn Thị Bích Tuyền vào câu lạc bộ. Nữ vận động viên này được tham dự Giải bóng chuyền vô địch quốc gia Việt Nam từ mùa giải 2016.
Tại VTV Cup 2017, cô lần đầu được triệu tập vào đội tuyển bóng chuyền nữ trẻ Việt Nam, chơi ở vị trí chủ công. Bích Tuyền được giới chuyên môn đánh giá là phát hiện lớn nhất và được coi là viên ngọc thô cần có sự đầu tư đào tạo một cách bài bản.
Cuối năm 2017, huấn luyện viên Mark Barnard của đội bóng chuyền nữ Đại học Oregon gửi email đến Bích Tuyền, đề nghị cấp học bổng 4 năm với trị giá đến 200.000 USD để nữ vận động viên sang Mỹ học văn hóa, đổi lại cô sẽ thi đấu cho đội bóng này trong 4 năm. Lúc đó, đội Truyền hình Vĩnh Long đang gặp khó khăn trong việc tranh suất trụ hạng tại giải vô địch quốc gia và lãnh đạo Sở Văn hóa - Thể thao và Du lịch tỉnh Vĩnh Long đã từ chối. Trước áp lực từ thành tích của đội bóng và từ quan chức lãnh đạo, Bích Tuyền đã phải từ chối lời đề nghị này.
Năm 2019, Bích Tuyền được Truyền hình Vĩnh Long cho VTV Bình Điền Long An mượn để tham dự Cúp VTV9 – Bình Điền 2019. Cuối năm đó, cô được tập trung lên đội tuyển để chuẩn bị cho SEA Games 30, nhưng Bích Tuyền đã từ chối vì lí do chữa chấn thương cột sống. Tuy nhiên theo báo Người lao động, lí do thật sự khiến Bích Tuyền không lên tuyển là bất đồng giữa đội bóng địa phương chủ quản và Liên đoàn Bóng chuyền Việt Nam bởi không lâu sau cô vẫn thi đấu ở Giải Bóng chuyền quốc tế Truyền hình Vĩnh Long 2019 và Cúp Sanatech Bến Tre.
Sang năm 2020, Bích Tuyền trở thành vận động viên quan trọng với đội Truyền hình Vĩnh Long và nhân mức lương lên đến 50 triệu/tháng. Đây là mức lương cao hơn nhiều so với các vận động viên bóng chuyền nữ khác ở Việt Nam dù đội bóng của cô gặp khó khăn về tài chính.

### 2021–nay: Chuyển đến CLB Ninh Bình và được gọi lên đội tuyển quốc gia
Tháng 1 năm 2021, Bích Tuyền gây bất ngờ khi nộp đơn xin nghỉ thi đấu vĩnh viễn. Lúc đó có tin đồn rằng một đội bóng phía Bắc sẵn sàng chi mức lương cao hơn cho Bích Tuyền, kèm theo khoản lót tay và hỗ trợ vận động viên này trong thời gian nghỉ thi đấu. Chỉ ít ngày sau Liên đoàn Bóng chuyền Vĩnh Long thông qua nghị quyết giải thể đội bóng chuyền nữ Truyền hình Vĩnh Long. Tháng 2 năm đó, Bích Tuyền cùng đội bóng chuyền nữ Truyền hình Vĩnh Long được chuyển giao cho đội Ninh Bình. Khi đổi câu lạc bộ, cô quyết định cắt tóc ngắn và theo đuổi phong cách nam tính. Trong trận đấu vòng 1 giải bóng chuyền vô địch quốc gia Việt Nam 2021 giữa Ninh Bình và Than Quảng Ninh, Bích Tuyền đã ghi đến 61 điểm. Kỷ lục ghi nhiều điểm nhất trong một trận đấu lúc đó thuộc về nam vận động viên người Cuba Leonardo Leyva với 59 điểm. Do giải bóng chuyền Việt Nam không thuộc quản lý trực tiếp bởi Liên đoàn bóng chuyền quốc tế nên thành tích của Bích Tuyền không được công nhận kỷ lục Guinness. Vào thời điểm đó nhiều người dùng mạng xã hội đã có bình luận nghi ngờ về giới tính của nữ vận động viên. Tại lễ bế mạc giải vô địch quốc gia 2021, Bích Tuyền đã được nhận danh hiệu cá nhân "Vận động viên tấn công xuất sắc" dù đội bóng chuyền nữ Ninh Bình chỉ xếp thứ tư chung cuộc.
Năm 2022, cô được triệu tập lên đội tuyển bóng chuyền nữ quốc gia Việt Nam để dự SEA Games 2021. Tại giải đấu này, cô và các đồng đội đã giành huy chương bạc. Tuy nhiên, Bích Tuyền đã bị một phóng viên báo chí Liên đoàn bóng chuyền châu Á miêu tả là "giống đàn ông". Dù phóng viên đó đã xin lỗi, nhưng nữ vận động viên cảm thấy bị xúc phạm và nhiều lần quyết định từ chối lên đội tuyển quốc gia. Trước khi các giải đấu quốc tế như Giải Vô địch Các câu lạc bộ Châu Á 2023, SEA Games 2023,... khởi tranh, vận động viên này thường lấy lý do chấn thương để rút khỏi đội tuyển quốc gia, nhưng sau đó ít ngày lại thi đấu ở các giải đấu phong trào. Tại cấp độ câu lạc bộ, Nguyễn Thị Bích Tuyền góp công lớn giúp Ninh Bình giành ngôi vô địch tại giải bóng chuyền vô địch quốc gia 2023.
Sang năm 2024, Giải bóng chuyền vô địch quốc gia cập nhật điều lệ, theo đó những vận động viên từ chối lệnh triệu tập lên đội tuyển quốc gia sẽ bị cấm thi đấu. Nguyễn Thị Bích Tuyền cùng Ninh Bình giành ngôi á quân Cúp VTV9 – Bình Điền 2024 và có danh hiệu cá nhân "Đối chuyền xuất sắc nhất". Sau đó Bích Tuyền trở lại đội tuyển quốc gia để tham dự Cúp Thách thức Châu Á 2024. Cô đã giúp Việt Nam giành chức vô địch giải đấu, đồng thời giành danh hiệu cá nhân "Vận động viên xuất sắc nhất". Tháng 7 năm 2024, cô tham dự FIVB Women's Volleyball Challenger Cup 2024 và trở thành vận động viên ghi điểm nhiều nhất giải đấu này với 77 điểm, trong đó có 73 điểm tấn công và 4 điểm chắn bóng. Ở trận tranh hạng 3 với đội tuyển Bỉ, Bích Tuyền ghi được 35 điểm, giúp đội tuyển bóng chuyền nữ Việt Nam lần đầu tiên đánh bại một đội bóng chuyền châu Âu và giành huy chương đầu tiên từ một giải đấu cấp độ thế giới.

## Các câu lạc bộ
- Truyền hình Vĩnh Long (2016 – 2020)
- VTV Bình Điền Long An (2019) (mượn)
- LP Bank Ninh Bình (2021 – nay)

## Thành tích

### Đội tuyển quốc gia
- SEA Games 2021 —  Huy chương bạc
- Cúp Thách thức Châu Á 2024 —  Vô địch

### Câu lạc bộ
- Giải vô địch quốc gia Việt Nam 2023 –  Vô địch, với LP Bank Ninh Bình

## Giải thưởng
- "Vận động viên tấn công xuất sắc" Giải vô địch quốc gia Việt Nam 2021
- "Đối chuyền xuất sắc nhất" Cúp VTV9 – Bình Điền 2024
- "Vận động viên xuất sắc nhất" Cúp Thách thức Châu Á 2024